# Svepet
Svepet kan även avse ett direktreklamblad från Posten, numera kallat Uppslaget.
Svepet var ett svenskt nöjes- och aktualitetsprogram som började sändas som torsdagsunderhållning av Sveriges Television under november 1988. Programledare var John Chrispinsson. I programmet gick Chrispinsson från barbord till barbord och intervjuade aktuella personer. Under intervjuerna visades faktaskyltar i TV-rutan, ifall tittaren ville veta något som programledaren inte hann fråga om. 
Programmet blev omtalat när man 1988 skulle intervjua Stellan Skarsgård och Jan Guillou om den då kommande filmen Täcknamn Coq Rouge. Guillou blev upprepade gånger tillfrågad om sitt påstådda vapenkomplex, varpå han upprört lämnade studion.
En del av programidén var att publiken skulle få gå omkring och mingla i bakgrunden under inspelningen, vilket gjorde att det ofta blev väldigt trångt på folk i studion och att kameramännen ibland hade problem att ta sig fram. Chrispinsson kunde dessutom ibland verka stressad under intervjuerna, vilket gjorde att programformen lätt blev ett offer för satir. Humorgrupperna Helt apropå och Galenskaparna och After Shave gjorde båda parodi på programmet i sketcherna Släpet respektive Stöpet.